# كنيسة المثال المسيحي
تطبّـق «كنسية المثال المسيحي» المفهوم الكتابي بأن آلام المسيح النيابية عن البشرية لم تكن فقط للتكفير عن الخطية الأصلية، وإنما أيضاً لتقود المؤمنين للتمثل بالرب يسوع المسيح، تطبيقاً للآية الكتابية «لأنكم لهذا دعيتم، فإن المسيح أيضاً تألم لأجلنا تاركاً لنا مثالاً لكي تتبعوا خطواته» (رسالة بطرس الرسول الأولى 21:2). ومن هنا استُفي اسمها للسعي المستمر للتمثل بالمسيح.